# 圣母安息主教座堂 (哈巴罗夫斯克)

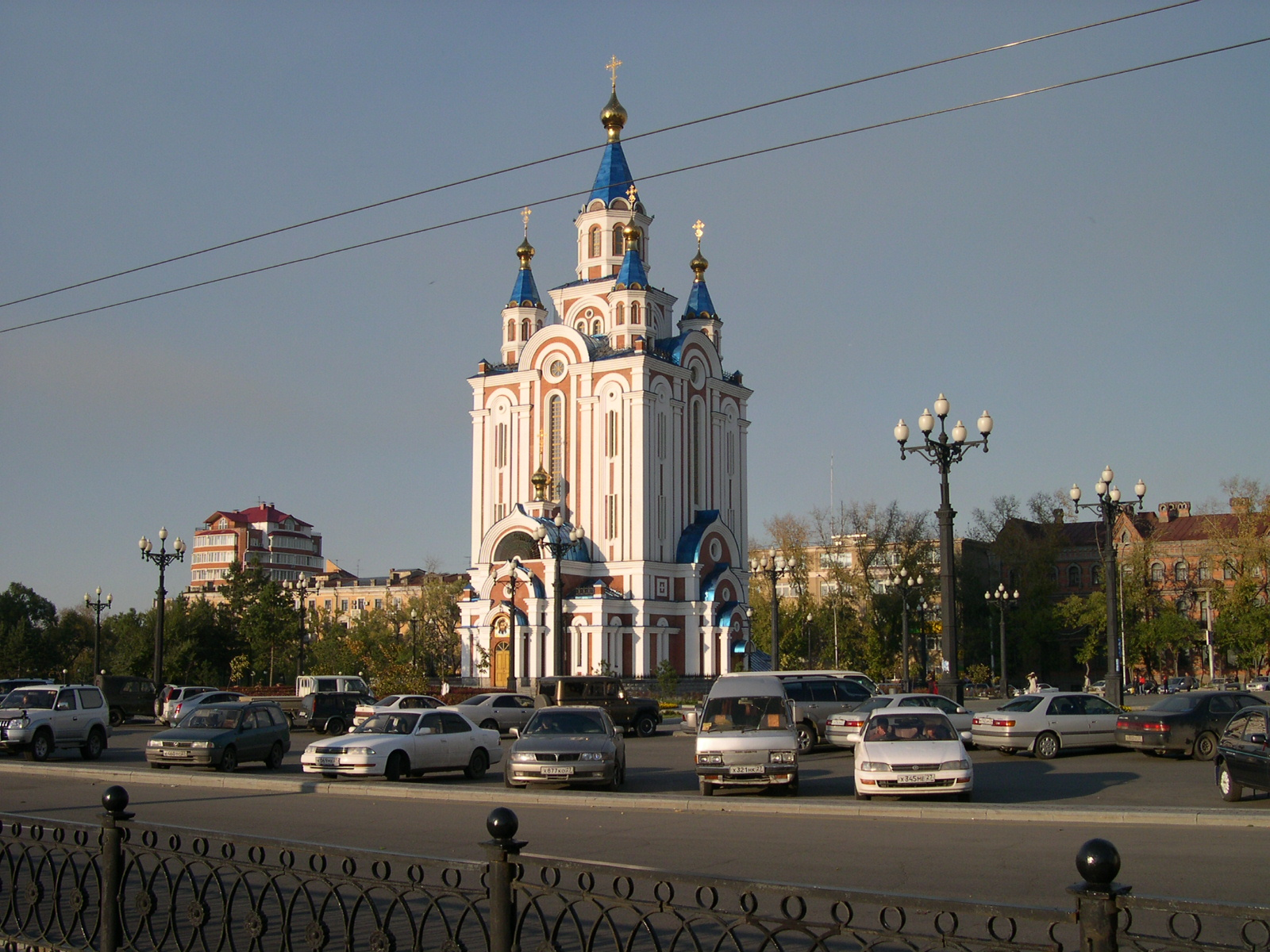
圣母安息主教座堂

圣母安息主教座堂 (俄语：Градо-Хабаровский Успенский собор, Grado-Khabarovsky Uspensky sobor)是一座俄罗斯正教会 主教座堂，位于俄罗斯远东地区伯力城的共青团广场。它是俄罗斯远东地区最大的教堂之一, 建于2000-2002年，由当地建筑师尤里·波德莱斯尼设计。
该堂拥有5个穹顶，高约60米。它的设计可以追溯到康斯坦丁·托恩设计的圣彼得堡圣母领报教堂。 
该堂保存有老教堂留下的圣母像。老教堂建于1890年代，内有安德烈·冯·科尔夫男爵的大理石坟墓。该堂于1930年被斯大林政府拆除。